# FIBA Diamond Ball 2008 - Torneo femminile
Il torneo FIBA Diamond Ball 2008 for Women si è svolto ad Haining, ed è stato vinto dagli Stati Uniti.

## Partecipanti
- Australia
- Cina
- Lettonia
- Mali
- Russia
- Stati Uniti

## Fase a gironi

### Gruppo A
| Squadra      | Pts | V | P | PF | PS |
| ------------ | --- | - | - | -- | -- |
| 1. Australia | 4   | 2 | 0 |    |    |
| 2. Cina      | 2   | 1 | 1 |    |    |
| 3. Mali      | 0   | 0 | 2 |    |    |

| Haining 2 agosto 2008 | Mali | 67 – 91 | Cina |  |

| Haining 3 agosto 2008 | Cina | 70 – 84 | Australia |  |

| Haining 4 agosto 2008 | Australia | 112 – 43 | Mali |  |

### Gruppo B
| Squadra        | Pts | V | P | PF | PS |
| -------------- | --- | - | - | -- | -- |
| 1. Stati Uniti | 4   | 2 | 0 |    |    |
| 2. Lettonia    | 2   | 1 | 1 |    |    |
| 3. Russia      | 0   | 0 | 2 |    |    |

| Haining 2 agosto 2008 | Russia | 69 – 75 | Lettonia |  |

| Haining 3 agosto 2008 | Lettonia | 74 – 84 | Stati Uniti |  |

| Haining 3 agosto 2008 | Stati Uniti | 93 – 58 | Russia |  |

## Finali
V-VI posto
| Haining 5 agosto 2008 | Mali | 52 – 79 | Russia |  |

III-IV posto
| Haining 5 agosto 2008 | Cina | 63 – 51 | Lettonia |  |

I-II posto
| Haining 5 agosto 2008 | Australia | 67 – 71 | Stati Uniti |  |

## Classifica
| -  | Team        |
| -- | ----------- |
|    | Stati Uniti |
|    | Australia   |
|    | Cina        |
| 4. | Lettonia    |
| 5. | Russia      |
| 6. | Mali        |